# Bagolieoua
Bagolieoua este o comună din departamentul Soubré, regiunea Bas-Sassandra, Coasta de Fildeș.